# Les Magnils-Reigniers
Les Magnils-Reigniers – miejscowość i gmina we Francji, w regionie Kraj Loary, w departamencie Wandea.
Według danych na rok 1990 gminę zamieszkiwało 1326 osób, a gęstość zaludnienia wynosiła 74 osób/km² (wśród 1504 gmin Kraju Loary Les Magnils-Reigniers plasuje się na 455. miejscu pod względem liczby ludności, natomiast pod względem powierzchni na miejscu 648.).